# Gobius
Genre
Gobius est un genre de poissons osseux de l'ordre des Perciformes, de la famille des Gobiidae, de la sous-famille des Gobiinae.

## Liste d'espèces
Selon World Register of Marine Species (25 décembre 2023)
- Gobius ater Bellotti, 1888
- Gobius ateriformis Brito et Miller, 2001
- Gobius auratus Risso, 1810
- Gobius bontii Bleeker, 1849
- Gobius bucchichi Steindachner, 1870  — Gobie moucheté
- Gobius cobitis Pallas, 1814  — Gobie céphalote
- Gobius couchi Miller et El-Tawil, 1974
- Gobius cruentatus Gmelin, 1789 — Gobie ensanglanté ou Gobie à bouche rouge
- Gobius fallax Sarato, 1889
- Gobius gasteveni Miller, 1974
- Gobius geniporus Valenciennes in Cuvier et Valenciennes, 1837 — Gobie à joues poreuses
- Gobius hypselosoma Bleeker, 1867
- Gobius incognitus Kovačić & Šanda, 2016
- Gobius kolombatovici Kovacic et Miller, 2000
- Gobius koseirensis Klunzinger, 1871
- Gobius leucomelas Peters, 1868
- Gobius niger Linnaeus, 1758 — Gobie noir
- Gobius paganellus Linnaeus, 1758 — Gobie paganel
- Gobius roulei de Buen, 1928
- Gobius rubropunctatus Delais, 1951
- Gobius salamansa Iglésias & Frotté, 2015
- Gobius senegambiensis Metzelaar, 1919
- Gobius strictus Fage, 1907
- Gobius tetrophthalmus Brito et Miller, 2001
- Gobius tropicus Osbeck, 1765
- Gobius vittatus Vinciguerra, 1883
- Gobius xanthocephalus Heymer et Zander, 1992 — Gobie doré ou Gobie à tête jaune
- Gobius xoriguer Iglésias, Vukić & Šanda, 2021

### Espèces non reconnues ou déplacées
- Gobius albus, synonyme de Aphia minuta
- Gobius baliurus, synonyme de Arcygobius baliurus

### Galerie de photographies

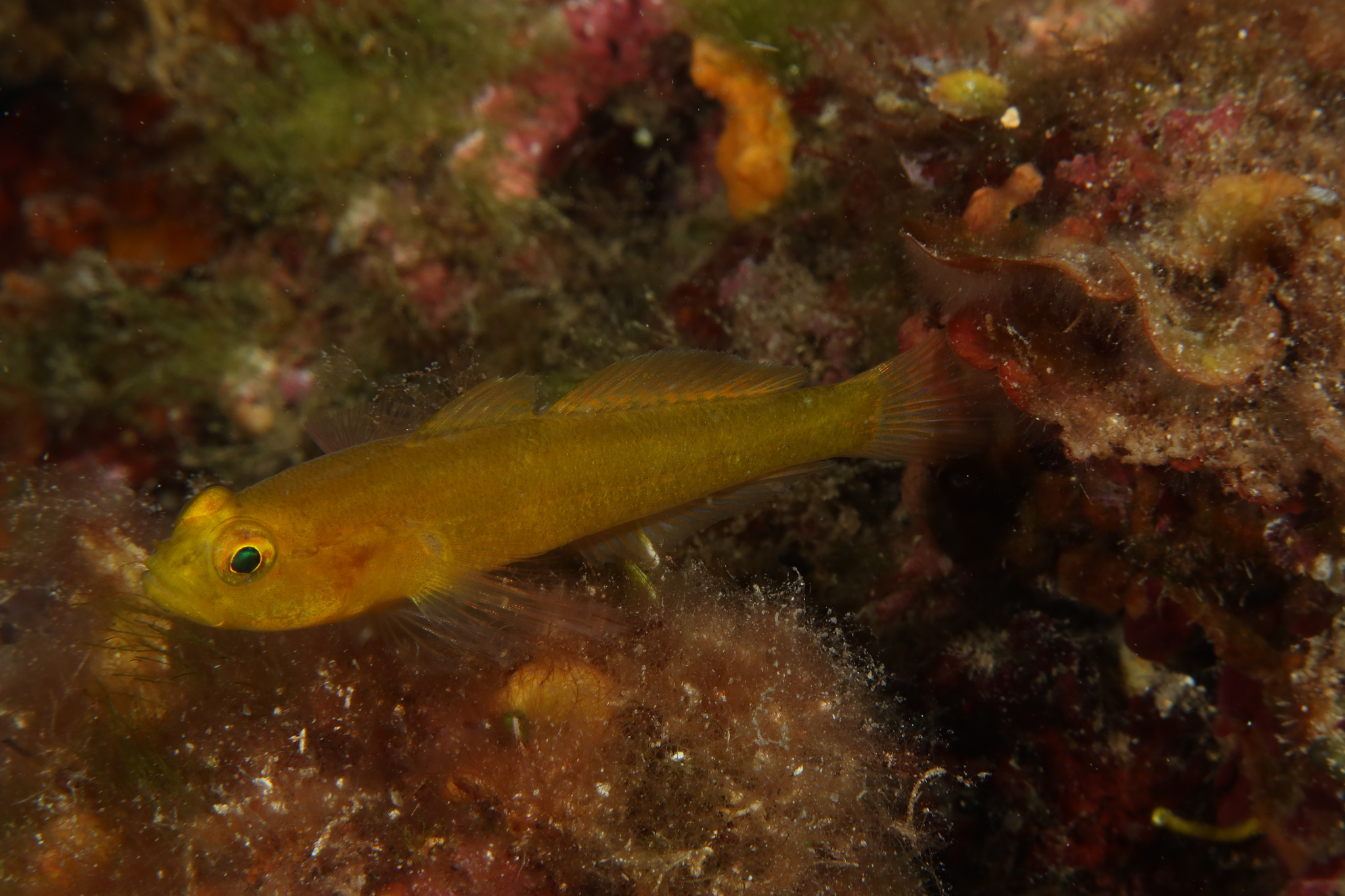
Gobius auratus
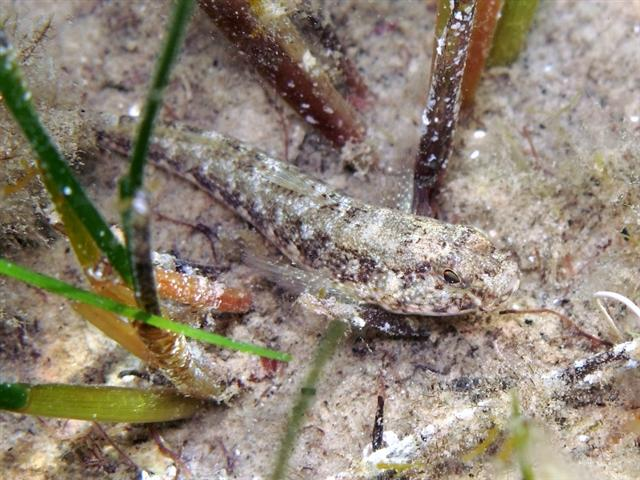
Gobius couchi
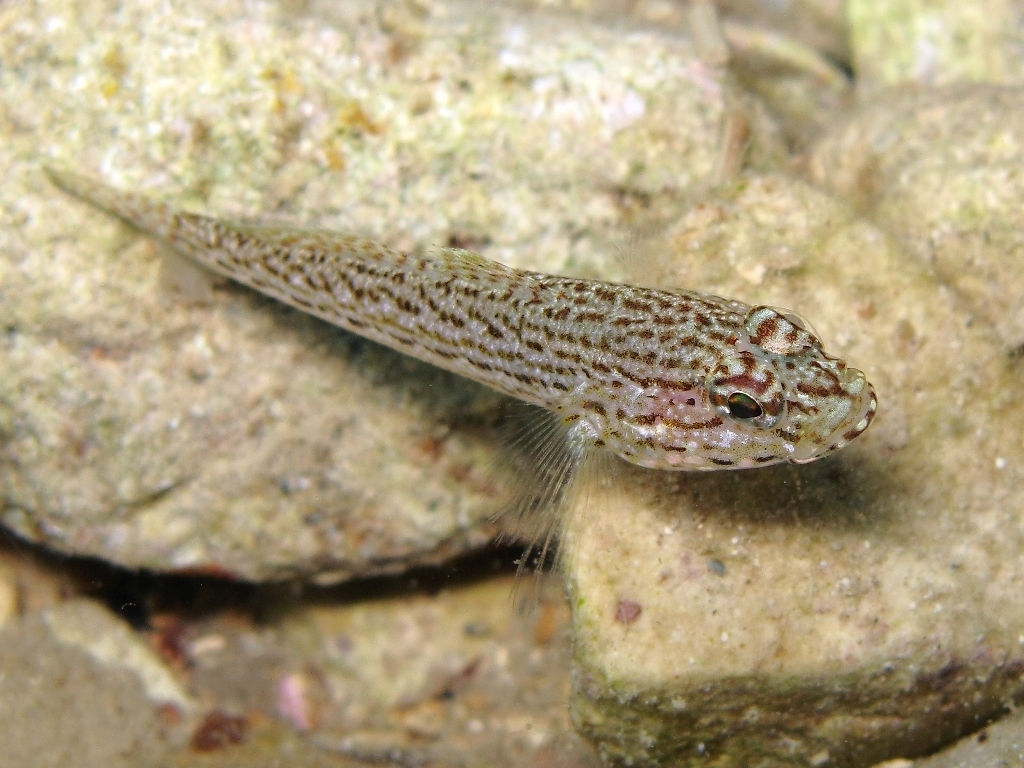
Gobius fallax
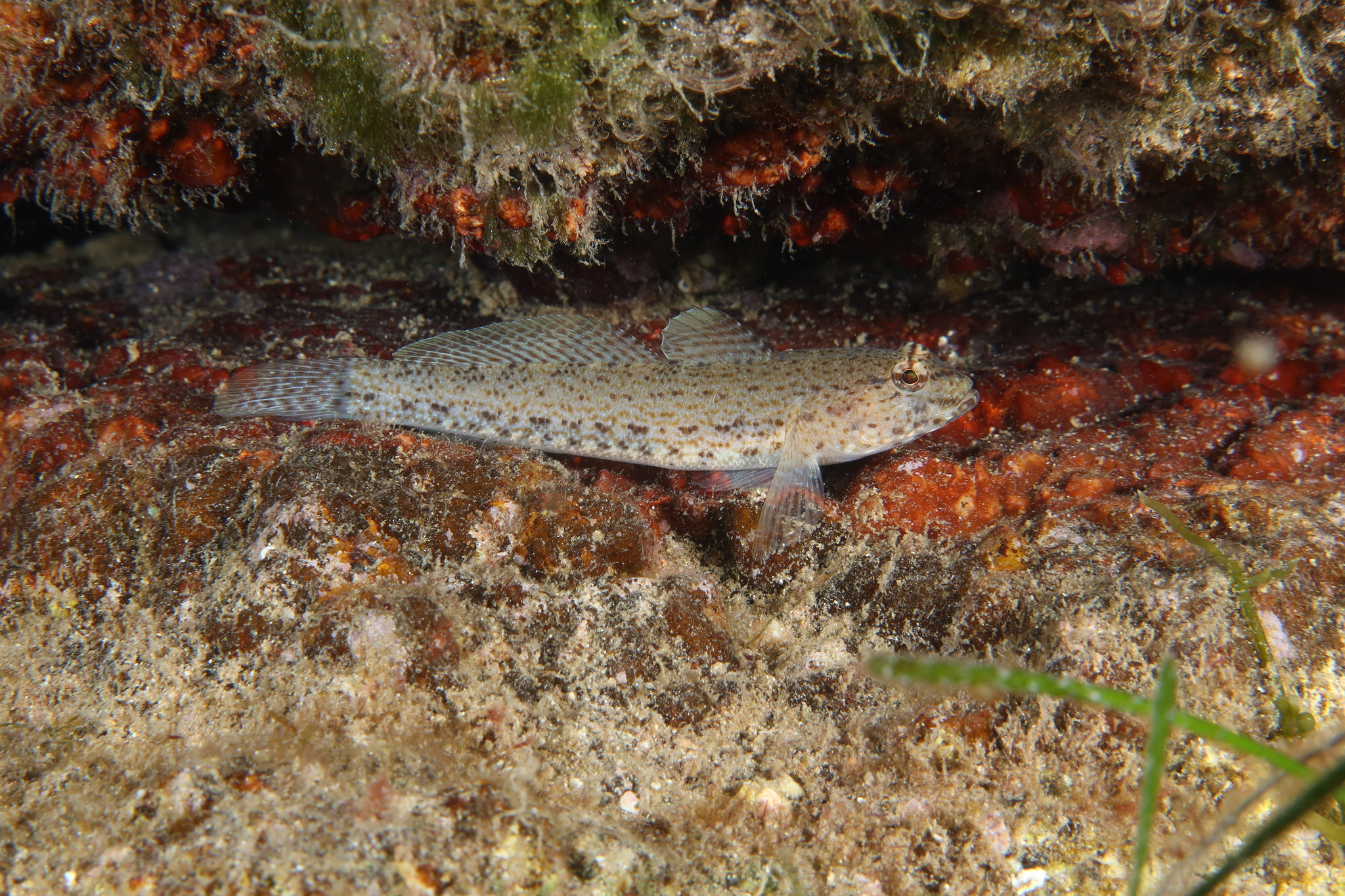
Gobius incognitus
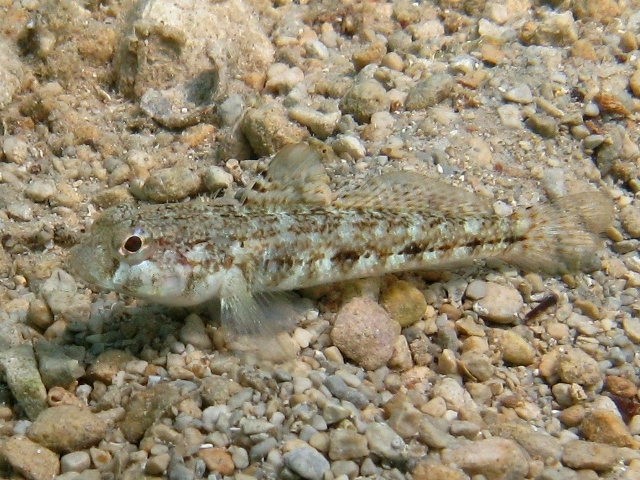
Gobius roulei
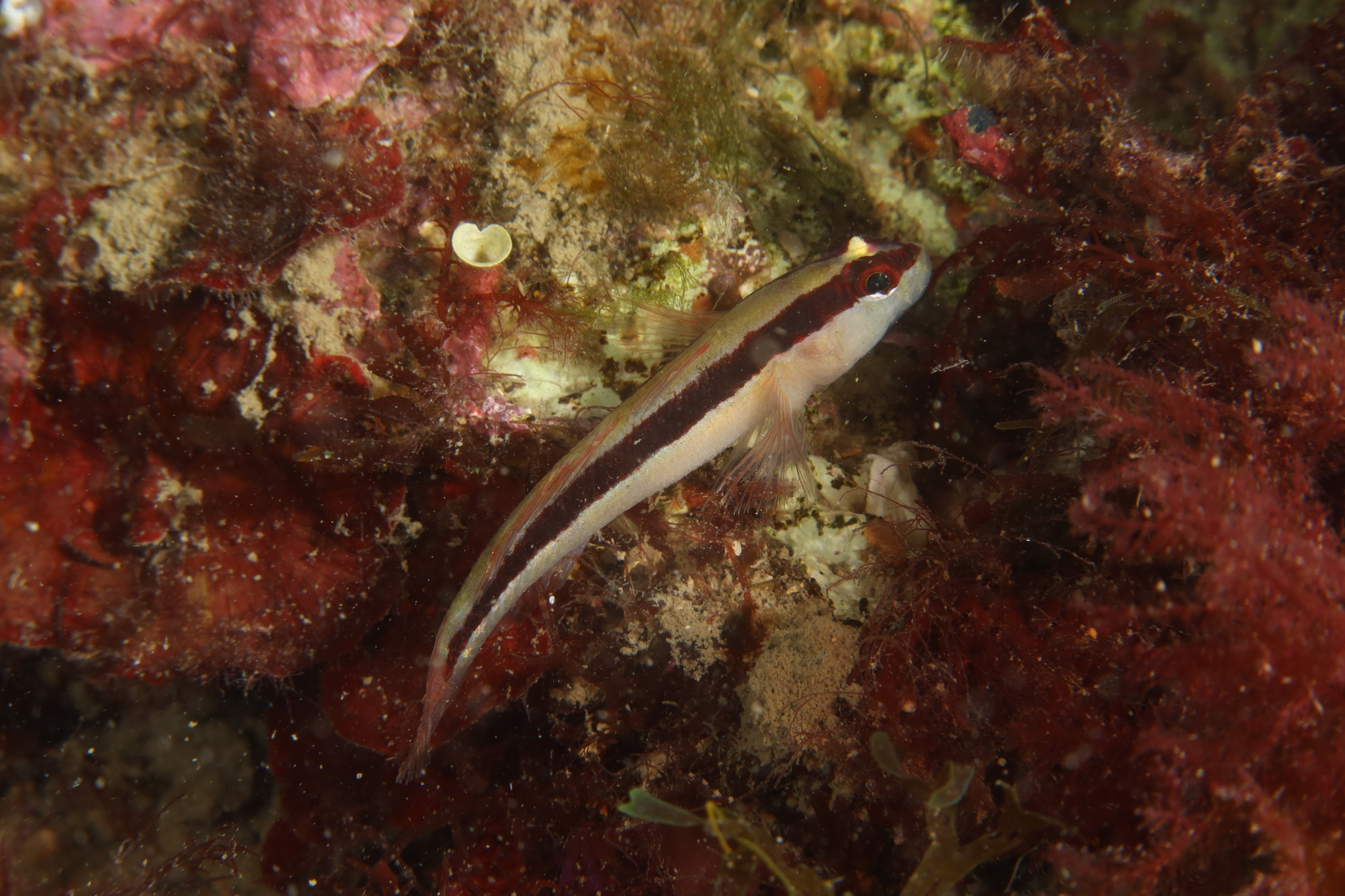
Gobius vittatus